# Barbara Rosen
Barbara Rosen (* 1949 in Pfullingen; † 23. Mai 1986 in Reutlingen, eigentlich Gisela Spirig, geb. Schaich) war eine deutsche Sängerin aus dem Bereich der Volkstümlichen Musik.

## Leben
Barbara Rosen war bereits als 12-Jährige bei der DECCA unter Plattenvertrag. Hier sang sie 1961 unter dem Künstlernamen Gissy Jung ihren ersten Titel auf Schallplatte: Ist es denn wirklich wahr, Mama?, es folgten 1962 Das hat noch Zeit, Das wird schön! und Es kann sein... (mit der B-Seite Dufte ist der Cowboy-Twist in Mexiko, einer deutschen Billy-Vaughan-Coverversion). 1965 wechselte sie zu Polydor und sang unter ihrem zweiten Künstlernamen Barbara Rosen den Schlager Daddy (B-Seite: Wie war es denn bei dir, Mama?). Da sie mit diesen Schlagern keinen Erfolg hatte und diese Art der Musik ihr auch nicht wirklich lag, half ihr glücklicherweise der Zufall, dass sie erfuhr, dass Ernst Mosch branchenintern eine Sängerin suchte. Seine Duette mit Franz Bummerl waren nicht mehr zeitgemäß, und sein großer Konkurrent Slavko Avsenik hatte bereits seine Arrangements auf (zwei) Sängerinnen umgestellt. 
Gisela Schaich sang 1971 vor und wurde von Ernst Mosch als Sängerin fest verpflichtet. Sie behielt ihren Künstlernamen Barbara Rosen bei. Durch ihre herausragenden Begabung für eine sichere Phrasierung, das Einfühlungsvermögen für die Zweitstimme und ihr ansprechendes Äußeres war sie beim Publikum schnell beliebt. Sie wurde neben Mosch eine Art Markenzeichen für die Auftritte der Original Egerländer Musikanten. Barbara Rosen sang die meisten Titel mit Ernst Mosch im Duett, aber auch mit Norman Sanders auf verschiedenen Tonträgern der Egerländer Musikanten; zwei Titel sang sie allein. Barbara Rosen starb im Alter von nur 36 Jahren an einem Gehirntumor. Sie wurde in einem Familiengrab auf dem Friedhof in Pfullingen bestattet. 
Helga Reichel folgte ihr 1986 als Sängerin bei Mosch nach.

## Werke (Auswahl)
Rosen ist unter anderem mit ihrem Gesang auf folgenden Schallplatten und CD vertreten:
- Egerländer Spatzen (Teldec, 1988)
- Musikantenherz (Teldec, 1988)
- Du schöne Welt (Teldec, 1988)
- Alte Liebe, junge Herzen (Teldec, 1986)
- Freu dich auf jede Stunde (Deutscher Schallplatten-Club, 1986)
- Nur wer die Heimat liebt (Teldec, 1985)
- Schau hinauf zum Himmelszelt (Teldec, 1983)